# Gwaihir
Gwaihir is een fictief wezen uit de Lord of the Rings-saga. Hij is de heer van de Arenden die zich huisvesten in de bergenketen van Caradhras. Gwaihir is een afstammeling van Thorondor, de machtigste der Arenden. Thorondor was de Heer van de arenden van Crissaegrim.
- Het is Gwaihir die Gandalf redt, als hij gevangen zit op de toren van Orthanc en wordt gemarteld door Saruman de Witte.
- Ook redt Gwaihir Gandalf als hij de Balrog verslagen heeft op de piek Zirak-Zigil.
- Gwaihir komt ook, samen met de andere Arenden, Elessar te hulp voor de Zwarte Poort. Daar nemen zij het op tegen de Nazgûl.
- Gwaihir, zijn broer Landroval en Meneldor redden Frodo en Sam na afloop van de slag van de uitbarstende Doemberg.